# Ntamoucharī
Ntamoucharī (in greco Νταμούχαρη?), traslitterato anche Damouchari, è un piccolo villaggio di pescatori situato lungo la costa della Tessaglia in Grecia. Amministrativamente parlando ricade nel territorio del comune di Zagora-Mouressio.

## Geografia fisica
Il borgo, affacciato su una piccola baia riparata, sorge lungo la costa orientale della penisola del monte Pelio.

## Storia
Il piccolo borgo venne fondato da marinai veneziani durante il periodo della dominazione veneziana sul mar Mediterraneo.
I veneziani costruirono un castello in cui proteggersi e in cui sostare durante i loro lunghi viaggi. Si dice la località porti questo nome da quando alcuni marinai stranieri, in fuga dai pirati, invocando la Vergine per scampare alla cattura esclamarono dammi chari, oppure, secondo un'altra versione, pronunciarono l'espressione d’amour, significante "per amor (di Dio)" in francese, trovando infine rifugio nel castello.
Ancora all'inizio del XX secolo il villaggio poteva essere raggiunto solamente via mare dalla vicina cittadina di Volo, non essendovi ancora una strada che collegasse le due località.
Il borgo è oggi una quieta località turistica; ha inoltre fatto da sfondo ad alcune scene del film Mamma mia! del 2008.